# Безие
 Тази статия е за града във Франция.  За окръга вижте Безие (окръг).  
Безие (на френски: Béziers) е град във Франция в етно-историческия регион Лангедок. Населението му е 76 493 жители (по данни от 1 януари 2016 г.), а площта 95,48 кв. км. Намира се на около 10 км от Средиземно море.
На 22 юли 1209 г. в града се извършва масово клане над катари от католически кръстоносци, при което загива цялото население на града. Градът има традиции в производството на вино, които продължават. Автомагистрала А9 свързва града и съответно Франция с Италия и Испания.